# Österreichische Badmintonmeisterschaft 2004
Die Österreichische Badmintonmeisterschaft 2004 fand vom 30. Januar bis zum 1. Februar 2004 in Steyr statt. Es war die 47. Auflage der Meisterschaften.

## Finalergebnisse
| Disziplin    | Sieger                         | Finalist                         | Ergebnis        |
| ------------ | ------------------------------ | -------------------------------- | --------------- |
| Herreneinzel | Jürgen Koch                    | Heimo Götschl                    | 15:0 15:1       |
| Dameneinzel  | Simone Prutsch                 | Tina Riedl                       | 10:13 11:8 11:7 |
| Herrendoppel | Heimo Götschl Martin de Jonge  | Manuel Berger Roman Zirnwald     | 15:10 15:10     |
| Damendoppel  | Simone Prutsch Sabine Franz    | Karina Lengauer Miriam Gruber    | 15:12 15:9      |
| Mixed        | Harald Koch Verena Fastenbauer | Peter Kreulitsch Karina Lengauer | 15:13 3:15 15:6 |